# Monsano
Monsano ist eine italienische Gemeinde (comune) mit 3240 Einwohnern (Stand 31. Dezember 2023) in der Provinz Ancona in den Marken. Die Gemeinde liegt etwa 21,5 Kilometer westsüdwestlich von Ancona.

## Verkehr
Wenige Kilometer südlich liegt der Flugplatz von Jesi. Die Strada Statale 76 della Val d'Esino von Ancona nach Perugia führt östlich am Gemeindegebiet vorbei.

## Gemeindepartnerschaften
Monsano unterhält Partnerschaften mit:
- Klein-Pöchlarn in Niederösterreich und
- Toulaud im Département Ardèche in Frankreich